# 아제르바이잔의 러시아어
아제르바이잔에서 러시아어는 아제르바이잔주민 15만명이상의 모국어이다. 대부분은 러시아인이고, 러시아어를 사용하는 아제르바이잔인, 레즈긴인, 아바르인, 우크라이나인, 유대인과 기타 민족의 모국어이기도 하다. 1994년에는 아제르바이잔 주민의 38%가 제2언어로 러시아어를 자유롭게 구사했다.

## 역사
러시아어는 남캅카스의 식민화와 함께 19세기 초중반에 지금의 아제르바이잔에 널리 퍼졌다. 1830년대에 벌써 슈샤, 바쿠, 옐리자베트폴(간자), 나히체반에 러시아어학교가 생겨났고, 쿠바, 오르두바트, 자카탈르엔 늦게 나타났다.

## 오늘날의 러시아어 상황

### 지위
러시아어는 아제르바이잔에서 공식 지위는 없지만, 바쿠의 주민들의 일상생활속에서는 계속 사용되고 있다. 1998년에 러시아어는 학교에서 외국어로 취급되었지만, 2002년부터는 선택과목이 되었다. 2002년 헤이다르 알리예프의 지시에 의해서 러시아어로 발행되는 출판물들은 아제르바이잔어로 대부분 발행되었다.